# Amilcare Malagola
Amilcare Malagola (ur. 24 grudnia 1840 w Modenie, zm. 22 czerwca 1895) – włoski duchowny katolicki, kardynał, Arcybiskup Fermo.

## Życiorys
Święcenia kapłańskie przyjął 19 grudnia 1863 w Rzymie. 26 czerwca 1876 został wybrany biskupem Ascoli Piceno. 9 lipca 1876 w Fermo przyjął sakrę z rąk arcybiskupa Filippo de Angelisa (współkonsekratorami byli arcybiskup Vincenzo Moretti i biskup Concetto Focacetti). 21 września 1877 objął stolicę metropolitalną w Fermo, na której pozostał już do śmierci. 16 stycznia 1893 Leon XIII wyniósł go do godności kardynalskiej.